# Tecklinghausen
Tecklinghausen ist ein Ortsteil der Kreisstadt Olpe im Sauerland und hat 19 Einwohner.

## Geographie
Der Ort liegt nordöstlich von Olpe zwischen den Bergkuppen Auf der Mark mit 555 Höhe und dem 500 m hohen Krähenberg auf ca. 490 m Höhe. Nördlich liegt Rieflinghausen; südöstlich Oberveischede.

## Geschichte
1383 wurde der Ort als Teggichusen erstmals erwähnt.
Tecklinghausen gehörte über Jahrhunderte hinweg zum Kirchspiel Helden, durch das Gesetz zur Neugliederung des Landkreises Olpe wurde es 1969 in die Stadt Olpe eingemeindet.

### Einwohnerentwicklung
| Jahr | Einwohner |
| ---- | --------- |
| 1536 | 10*       |
| 1565 | 10*       |
| 2017 | 19        |

*) aufgrund von Häuserzahlen geschätzte Werte